# Solo per un po'
Solo per un po' è un singolo di Michele Bravi del 2017, secondo estratto dall'album Anime di carta, entrato in rotazione radiofonica il 12 maggio 2017.
Il 24 maggio 2017  il brano viene per la prima volta presentato in televisione nel programma Facciamo che io ero di Virginia Raffaele.
Il 27 maggio 2017 il brano viene cantato ai TIM MTV Awards 2017 e permette a Bravi di vincere il premio Best Performance.
Il brano è stato scritto da Davide Napoleone e arrangiato insieme a Luca Serpenti.

## Il video
Il videoclip, diretto da Trilathera, è stato pubblicato il 19 maggio 2017 sul profilo VEVO dell'artista.

## Tracce
1. Solo per un po' – 3:02 (Davide Napoleone, Luca Serpenti)

## Classifiche
Il brano ha raggiunto la posizione 19 nella classifica italiana Airplay.